# Bloška Polica
Bloška Polica – wieś w Słowenii, w gminie Cerknica. W 2018 roku liczyła 84 mieszkańców.